# ماركوس كويلو نيتو
ماركوس كويلو نيتو (بالبرتغالية: Marcos Coelho Neto‏) هو ملحن برازيلي، ولد في 1763 في أورو براتو في البرازيل، وتوفي بنفس المكان في 23 أكتوبر 1823.

## وصلات خارجية
- ماركوس كويلو نيتو على موقع ميوزك برينز (الإنجليزية)
- ماركوس كويلو نيتو على موقع أول ميوزيك (الإنجليزية)